# Edificio Los Andes
El edificio Los Andes es un inmueble residencial localizado en la parroquia El Recreo de Caracas, Venezuela. Se encuentra emplazado al extremo oeste del bulevar de Sabana Grande, en el cruce con la avenida Las Acacias, siendo uno de los iconos arquitectónicos más reconocibles de la zona.

## Historia
El edificio fue proyectado por el arquitecto Manuel Salazar Domínguez en la terminación oeste de la entonces calle Real de Sabana Grande en 1945, y su construcción fue finalizada en 1949. La imponente volumetría del inmueble le añadió una nueva escala urbana al sector, convirtiéndose pronto en un hito del posterior bulevar, de la avenida Las Acacias y de la Gran Avenida. Para finales de los años 1960, el inmueble se había convertido en telón de fondo para la Literatura de Venezuela, cuyos exponentes hicieron vida en la zona. Además, los comercios de su planta baja fueron referentes en la ciudad, albergando por ejemplo una tienda dedicada al escultismo. La transformación del paisaje urbano caraqueño en los años subsiguientes evitó restarle el protagonismo que tenía el edificio en la zona.
Sin embargo, con el paso de las décadas el inmueble sufrió problemas de abandono, y fue objetivo de invasiones entre finales del siglo XX y principios del XXI. El 22 de agosto de 2003, parte del edificio fue invadido por un grupo de 200 familias que mantuvieron una disputa violenta con los ocupantes que aún residían en el edificio. Durante la madrugada del 9 de septiembre, dos semanas después del incidente, los tomistas entablaron un enfrentamiento violento con un segundo grupo de invasores que quería adueñarse del lugar. Así, el edificio Los Andes se convirtió, junto con el también invadido Edificio Manaure, en uno de los factores que influyeron en el declive de la rentabilidad del sector, debido tanto a los choques entre tomistas como en su condición de refugio de malvivientes.
Entre los meses de febrero y abril de 2004, la violencia se desbordó de tal manera que el Gobierno desalojó a un grupo de 80 familias, hecho ocurrido el 3 de julio de ese año. Los que aún ocupaban el inmueble revendieron los apartamentos a otros ocupantes en los años sucesivos.
En 2010, el edificio fue expropiado por el gobierno nacional con el objetivo de transformarlo en una residencia para los estudiantes de la Universidad Central y la Universidad Bolivariana. El 22 de febrero de 2013 fue reinaugurado como sede de la Residencia Estudiantil Livia Gouverneur.
Como parte de las medidas para contener la pandemia de coronavirus, el 21 de julio de 2020 se ordenó el desalojo de las habitaciones del edificio con el objetivo de convertirlo en un sitio de tratamiento para pacientes diagnosticados con COVID-19. Los estudiantes que hacían vida en el edificio, en su mayoría simpatizantes de izquierda, protestaron la medida calificándola de arbitraria, manifestando además su desconocimiento por el lugar al cual iban a ser trasladados. De los 400 estudiantes que originalmente había en las habitaciones sólo permanecieron 90, los cuales fueron evacuados de manera forzosa en la madrugada del 25 de julio.
En fechas recientes se ha señalado por medios de comunicación que, contrastando con el espíritu izquierdista que han querido darle en los últimos años, los comercios de la planta baja han pasado a albergar franquicias de cadenas de cafetería, heladería, y bodegones.

## Características
La construcción fue diseñada con una gran volumetría, cuya fachada ocupa el borde oeste de la manzana. Posee balcones curvos reforzados con un marco vertical, lo que muestra énfasis en la ornamentación y riqueza en los acabados. La planta baja, la cual tiene una marquesina destinada a la publicidad, se organiza en cinco patios internos para proporcionar ventilación a los pisos superiores. Tras su conversión a residencia estudiantil, su estructura interna ha recibido modificaciones.